# Uranophora albiplaga
Uranophora albiplaga är en fjärilsart som beskrevs av Walker 1854. Uranophora albiplaga ingår i släktet Uranophora och familjen björnspinnare. Inga underarter finns listade i Catalogue of Life.